# Komi Nemzeti Zenei-Drámai Színház
A Komi Nemzeti Zenei-Drámai Színház (komi nyelven: Коми Республикаса вужвойтырлöн шылада-драмаа театр, orosz nyelven: Национальный музыкально-драматический театр) színház Oroszországban, Komiföld fővárosában, Sziktivkarban.

## Ismertetése
Komiföld egyetlen olyan hivatásos színháza, amely szinte minden előadásán komi nyelvű darabokat játszik. Az előadásokat szinkrontolmácsolással oroszra fordítják. 
1992-ben alapították, akkor egyszerűen Folklór Színháznak nevezték, és csak 2005-ben vette fel mai nevét. Komi szerzők művein alapuló színdarabokat mutat be az összes létező műfajban, nem korlátozódva a folklórra. 2010-ben mutatta be az első komi nyelvű gyermekoperát. Repertoárjában más nyelvű (pl. orosz, finn) szerzők komi nyelvre fordított drámái is helyet kapnak. 
Több alkalommal szerepelt külföldön, rendszeresen részt vesz a kétévente rendezett Finnugor (nyelvű) Népek Nemzetközi Színházi Fesztiválján. Sok vidéki turnéjuk van, Komiföld legtávolabbi tájaira is elviszik műsoraikat. A társulat része a komi népdalokat előadó, hagyományos hangszereket megszólaltó Parma folklóregyüttes is.

## Épülete, vezetése
Az épület, ahol a színház előadásait tartja, a Szakszervezetek Házának épült 1951-ben. Amióta a színház használja, többször igényelték felújítását. 2018-ban megkezdték a felújítást, de 2019 tavaszán félbehagyták, és a társulat  már csak vendégségben vagy vidéki turnékon tartott előadást.
A színház alapítója és művészeti vezetője Szvetlana Genyijevna Gorcsakova, sok évig igazgató is volt. 2019-ben a létesítmény megbízott igazgatója, Szergej Petrovics Csulikov a helyzet miatt felmentését kérte.